# Alan Posener

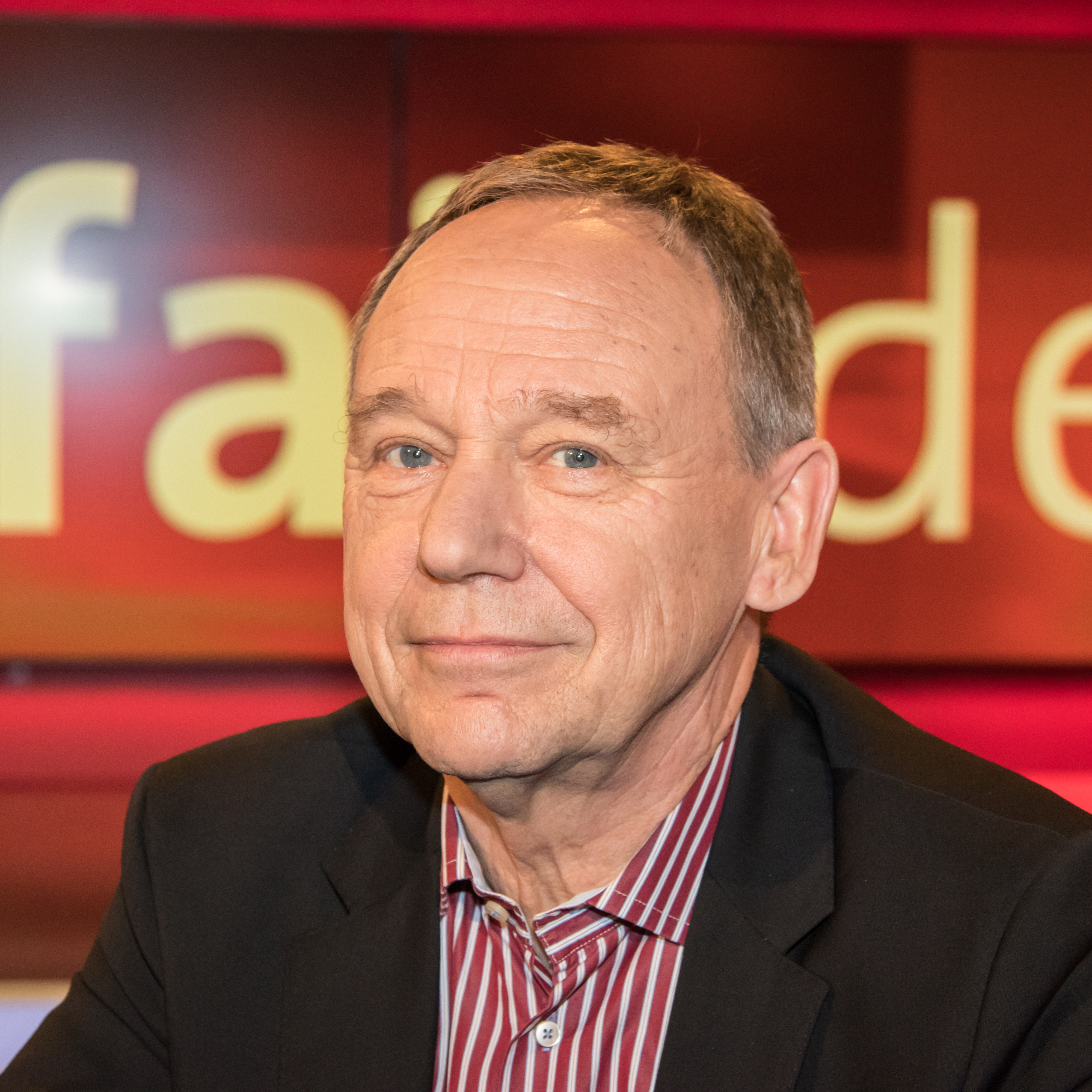
Alan Posener, 2016 in der ARD-Sendung hart aber fair

Alan Carl Posener (* 8. Oktober 1949 in London) ist ein britisch-deutscher Journalist und Autor. Er trat durch mehrere Biografien als Autor hervor. Von 2004 bis 2008 war er Chefkommentator der Welt am Sonntag.

## Herkunft und Ausbildung
Poseners Vater, der Architekturhistoriker Julius Posener, war laut Posener ein liberaler deutscher Jude mit „Sympathien für das Christentum“. Seine aus einer englisch-schottischen Familie stammende Mutter hingegen war eine „anglikanische Agnostikerin mit einer Schwäche für Astrologie“. Posener selbst ist Atheist. Er wuchs in London, Kuala Lumpur und West-Berlin auf.
Er studierte Germanistik und Anglistik an der Freien Universität Berlin und der Ruhr-Universität Bochum. Währenddessen war er von 1970 bis 1977 Kader des Kommunistischen Studentenverbands und der maoistischen KPD-AO. Er verwendete dabei zeitweise den Decknamen Kurt Schmid. In dieser Zeit wurde er wegen Widerstands gegen die Staatsgewalt, Beamtenbeleidigung, versuchter Gefangenenbefreiung und Sachbeschädigung verurteilt. 1975 trat er der IG Metall bei. Nach dem Staatsexamen arbeitete er als Studienrat am Kant-Gymnasium und an der Martin-Buber-Oberschule in Berlin-Spandau. Er verließ den Schuldienst nach eigenen Angaben „aus Langeweile“ und kündigte seine Stelle als Studiendirektor. Seine politischen Aktivitäten hatten seine Verbeamtung verzögert. Posener war bis Ende der 1990er-Jahre Mitglied bei Amnesty International.
Alan Posener ist Mitglied in der seit 2016 bestehenden Band Jumpin’ Pete & Berlin All-Stars.

## Publizistisches Wirken
1987 schrieb Posener eine Monographie über John Lennon. Es folgten weitere über John F. Kennedy, Elvis Presley, William Shakespeare, Franklin D. Roosevelt und Maria, die Mutter Jesu. Außerdem verfasste er eine „Duographie“ über Stalin und Roosevelt sowie eine „Paare“-Biografie über John F. und Jacqueline Kennedy. Auch war er mehrere Jahre Schulbuchautor für den Ernst Klett Verlag.
Von 1999 bis 2004 war Posener Mitarbeiter der Tageszeitung Die Welt, zunächst als Autor, dann als Redakteur. Von 2004 bis 2008 war er Kommentarchef der Welt am Sonntag. Für diese arbeitet er heute als Korrespondent für Politik und Gesellschaft. Posener ist zudem als freier Autor bei Zeit Online tätig. Er war ständiger Autor des Weblogs Die Achse des Guten, bis ihm im Mai 2009 von Dirk Maxeiner, Henryk M. Broder und Michael Miersch die Zusammenarbeit aufgekündigt wurde.

### Positionen und Kontroversen
Als die Kochstraße in Berlin im Jahr 2005 in Rudi-Dutschke-Straße umbenannt werden sollte, nahm Posener dagegen Stellung: Dutschke habe nichts von Kapitalismus und Konsum, Liberalismus und Parlamentarismus gehalten, es sei kein Zufall, dass sein Mitstreiter Horst Mahler, damals wie Posener Mitglied der KPD, schließlich „bei der NPD gelandet“ sei.
Im Mai 2007 warf Posener in seinem Blog auf Welt Online Kai Diekmann, dem Chefredakteur der Bild-Zeitung, die wie die Welt vom Axel-Springer-Verlag herausgegeben wird, Scheinheiligkeit vor und schrieb, dass dessen Blatt die „niedrigsten Instinkte“ bediene. Poseners Eintrag wurde binnen weniger Stunden aus dem Blog entfernt. Durch die Berichterstattung über den Vorgang in Bildblog und anderen Online-Medien wurde der Vorgang jedoch publik.
Zu einer Kontroverse zwischen Posener und dem FAZ-Redakteur Lorenz Jäger kam es, nachdem dieser in einem Zeitungsbeitrag Posener angegriffen hatte.
In seinem 2009 erschienenen Buch mit dem Titel Benedikts Kreuzzug hielt Posener Papst Benedikt XVI. eine Borniertheit der Ansichten und eine Begrenztheit des intellektuellen Horizonts vor. Unter dem Titel Der gefährliche Papst erschien das Buch 2011 in einer erweiterten Ausgabe. Posener kritisierte nicht nur das Pontifikat Benedikts, sondern vertrat generell die Auffassung, dass Religion „schlecht für den Menschen“ sei.
In den Jahren 2009 und 2010 führte er ein wöchentliches Streitgespräch mit dem Chefredakteur des Online-Magazins The European, Alexander Görlach, über religiöse und ethische Fragen.
2014 sagte er zum sogenannten Euromaidan, in der Ukraine habe eine europäische Revolution stattgefunden, doch „warum wendet sich Europa ab? Warum findet Russlands Vorgehen so viel Verständnis?“ Das durch wirtschaftliche Interessen korrumpierte Deutschland zeichne sich im Umgang mit Russland durch „schallendes Schweigen“ aus, so Posener weiter im April 2021. Politisch Linke, gerade auch DDR-Nostalgiker schwärmten von „strategischer Partnerschaft“ und ließen sich dabei von der europäischen Rechten im Umkreis der AfD assistieren.
Mitte Januar 2024 regte Posener in einem Kommentar in der Zeitung Die Welt an, die CDU/CSU solle „in den sauren Apfel beißen“ und in Bezug auf die AfD die Rolle spielen, die die SPD in Hinblick auf die Linkspartei gespielt habe: die AfD durch Koalitionen auf Länderebene entzaubern und gleichzeitig auf Bundesebene die Distanz zu ihr wahren. In den Ländern könne die AfD zwar viel Unsinn anrichten, gefährde damit aber nicht die Staatsräson (Westbindung, Europa, Globalisierung und Zuwanderung) und werde sich entweder moderieren oder selbst entlarven. Die anderen Parteien müssten zudem damit aufhören, so zu tun, als befänden sie sich in einem schlechten Thriller namens 1933.

## Schriften
Siehe oben zu Biografien und Schulbüchern.
- Imperium der Zukunft. Warum Europa Weltmacht werden muss. Pantheon, München 2007, ISBN 978-3-570-55030-4.
- Benedikts Kreuzzug. Der Angriff des Vatikans auf die moderne Gesellschaft, Ullstein, Berlin 2009, ISBN 978-3-550-08793-6.
- Der gefährliche Papst. Eine Streitschrift gegen Benedikt XVI, Ullstein, Berlin 2011, ISBN 978-3-548-37369-0.
- John F. Kennedy. Biographie. Rowohlt, Reinbek bei Hamburg 2013, ISBN 978-3-498-05313-0.